# Concile de Soissons
Plusieurs conciles et synodes se sont tenus à Soissons.

## Premier concile
- 2 mars 744. Pépin le Bref rassemble un synode de vingt-trois évêques de Neustrie. Boniface de Mayence le préside probablement, quoique son nom ne se trouve pas dans les souscriptions, qui sont incomplètes. On édicte dix canons qui reprennent les décisions adoptées lors du concile d'Austrasie et de celui de Leptines en 743 :
  - Publication du symbole de Nicée et des décisions des conciles pour rétablir la discipline ecclésiastique.
  - Tenue annuelle d'un synode pour empêcher le progrès de l'hérésie.
  - Ordination d'Abel, archevêque de Reims, et Ardobert archevêque de Sens. Les moines et les religieuses doivent jouir paisiblement de leurs revenus, et les clercs ne doivent pas être débauchés ; ils ne peuvent pas porter d'habits séculiers ni aller à la chasse.
  - Défense aux laïcs des parjures, des fornications et des faux témoignages. Les prêtres qui sont dans les paroisses doivent être soumis à leur évêque et lui rendre compte de leur conduite tous les ans au carême.
  - Défense de recevoir des prêtres ou des clercs étrangers qu'ils n'aient été approuvés par l'évêque du diocèse.
  - Les évêques doivent  veiller à l'extirpation du paganisme.
  - le Gaulois Adalbert, qui prêchait dans les campagnes, est condamné et les croix qu'il avait plantées près des fontaines et autres lieux doivent être brûlées.
  - Les clercs ne peuvent pas avoir de femmes dans leurs maisons, si ce n'est leur mère, leur sœur ou leur nièce.
  - Les laïcs ne peuvent pas avoir chez eux de femmes consacrées à Dieu. Ils ne peuvent épouser la femme d'un autre du vivant de son mari, parce que le mari ne peut répudier sa femme, si ce n'est pour cause d'adultère.
  - Celui qui violera les lois du concile sera jugé par le prince, ou par les évêques, ou par les comtes.

## Deuxième concile
- 851 : Déposition de Pépin II d'Aquitaine.

## Troisième concile
- 26 avril 853[1] : concile tenu en présence du roi Charles II le Chauve, de trois métropolitains (Hincmar de Reims, Ganelon  de Sens, et Amaury de Tours), vingt-trois évêques et six abbés dans l'église du monastère de Saint-Médard. Treize décrets sont promulgués pendant les huit sessions du concile : les ordinations faites par Ebon de Reims après sa déposition sont annulées. Les clercs qui étaient entrés en conflit avec Hincmar sont condamnés. L'évêque de Nevers Hériman est suspendu de ses fonctions pour démence. L'élection de l'évêque de Chartres Burchard doit être examinée...

## Quatrième concile
- 858 : concile tenu par Louis le Germanique.

## Cinquième concile
- 861 : concile tenu dans l'église de Saint-Crépin. L'évêque de Soissons Rothade est excommunié par Hincmar de Reims, son métropolitain.

## Sixième concile
- 862 : concile tenu à Saint-Médard. L'évêque de Soissons Rothade est déposé malgré son recours et enfermé dans un couvent.
- 862 : Un second concile est assemblé à l'occasion du mariage entre le comte Baudouin de Flandre et Judith, fille du roi Charles. Baudouin ayant enlevé Judith, les évêques l'excommunient, de même que Judith qui avait consenti à l'enlèvement. Le roi rend compte de cette décision au pape Nicolas Ier qui l'approuve.

## Septième concile
- 18 août 866 : concile réclamé par le pape Nicolas en révision de celui de 853 concernant la  déposition de Wulfade et des autres clercs ordonnés par Ebon de Reims. Ils sont rétablis. Le concile réunit trente-cinq évêques, dont Rothade de Soissons et Aldo de Limoges, rétablit l'année précédente par le pape, l'archevêque Hincmar et le roi Charles II le Chauve.
- 899 :
- 941 : Déposition d'Artaud, archevêque de Reims, à l'instigation d'Herbert II de Vermandois et de son fils Hugues de Reims.
- 1078 : Synode durant lequel l'évêque de Noyon Radbod cède l'autel d'Emmes a l'abbaye de Saint-Thierry.
- 1092 : concile présidé par Renaud, archevêque de Reims. Condamnation de la doctrine de Roscelin de Compiègne qui remet en cause le mystère de la Trinité.
- 1110 : concile présidé par Manassès, archevêque de Reims. Les actes en sont perdus.
- 6 janvier 1115 : concile en présence de Louis le Gros. L'évêque d'Amiens Geoffroy, qui a abdiqué pour se retirer à la Grande Chartreuse, est prié de retourner dans son diocèse. Le concile de Reims confirme cette décision. Thomas de Marle est frappé d'anathème.
- Mars-avril 1121 : l'ouvrage de Pierre Abélard, Theologia summi boni, dans lequel il expose sa conception de la Trinité, est condamnée à être brûlé[2].
- 10 juin 1155 : concile assemblé par Louis le Jeune qui tente d’instaurer la paix générale sur l’ensemble le royaume de France.
- Mars 1201 : concile convoqué par le légat du Pape en présence de Philippe Auguste et Ingeburge de Danemark. Le roi de France échoue encore une fois à faire annuler son mariage d'avec Ingeburge.
- 1334 : Synode convoqué par l'évêque.
- 1403 : Synode convoqué par l'évêque.
- 29 juin-11 juillet 1455 : concile présidé par l'archevêque de Reims Jean II Jouvenel des Ursins. Il adopte les décrets du concile de Bâle.
- 1531 ou 1532 : Synode convoqué par l'évêque.

## Sources
- Adolphe Charles Peltier, Dictionnaire universel et complet des conciles, J.P. Migne, 1847 (lire en ligne), p. 891